# عملية إنقاذ (فلم 2015)
عملية إنقاذ (بالإنجليزية: Extraction) هو فيلم إثارة أمريكي تم إصداره في 18 ديسمبر 2015 من إخراج ستيفن سي. ميلر. بطولة كيلان لوتز، بروس ويليس.[بحاجة لمصدر]

## ملخص قصة
إحدى عمليات الخطف التي قامت بها إحدى الجماعات الإرهابية، والتي تخطف من خلالها أحد عملاء وكالة الاستخبارات المركزية الأمريكية، ويعلم ابنه بتلك الحادثة ويحاول التدخل لإنقاذ والده منهم بعدما تنامى إلى علمه عدم وجود خطة رسمية لتحرير والده.

## الممثلين
| الممثلين          | الدور/ الوظيفة    |
| ----------------- | ----------------- |
| بروس ويلس         | ليونارد تيرنر     |
| كيلان لوتز        | هاري تيرنر        |
| جينا كارانو       | فيكتوريا          |
| دي. بي. سويني     | كن روبرتسون       |
| ليديا هال         | كريس              |
| سمر ألتيس         | دينس              |
| دان بلزيريان      | هيجنز             |
| جوشا مايكل        | دراك              |
| كريستوفر روب بوين | العميل نيك بورفيس |

## روابط خارجية
- مقالات تستعمل روابط فنية بلا صلة مع ويكي بيانات